# Cispadanska republika
Cispadanska republika (italijansko Repubblica Cispadana) je bila kratkotrajna republika v sedanji severni Italiji, osnovana leta 1796 in pod zaščito francoske vojske, ki ji je poveljeval general Napoleon Bonaparte. Že v naslednjem letu je postala del novonastale Cisalpinske republike.
16. oktobra 1796 je v Modeni potekal kongres, oblikovan s strani predstavnikov pokrajin Modene, Bologne, Ferrare in Reggio Emilije. Neuradno ga je organiziral Napoleon, katerega vojska je zasedla to ozemlje v času pred tem. Potrebno je bilo urediti razmere, prav tako pa zbrati nove čete za bojne pohode proti Avstriji. Kongres je razglasil državo Cispadansko republiko, sestavljeno iz štirih pokrajin in povabil ostale italijanske pokrajine, da se ji pridružijo. Oblikovana je bila meščanska straža, sestavljena iz lovcev in topništva. Na seji kongresa 7. januarja 1797 v Reggio Emiliji je padla odločitev o oblikovanju vlade.
9. julija 1797 se je Cispadanska republika združila s Transpadansko republiko v enotno Cisalpinsko republiko.